# Sphenocratus akakia
Sphenocratus akakia är en insektsart som beskrevs av Alexander Fyodorovich Emeljanov 1979. Sphenocratus akakia ingår i släktet Sphenocratus och familjen Dictyopharidae. Inga underarter finns listade i Catalogue of Life.